# Мирослав Скорик
Мирослав Михайлович Скорик (на украински: Мирослав Михайлович Скорик) е украински композитор и педагог. Музиката му е съвременна по стил и съдържа стилистични черти от украинските народни музикални традиции.
Скорик е удостоен със званията Народен артист на Украйна и Герой на Украйна.

## Биография

### Ранни години
Мирослав Михайлович Скорик е роден на 13 юли 1938 г. в Лвов, тогава част от Втората полска република. И двамата му родители са учители с образование от Виенския университет в Австрия. Баща му е историк и етнограф, а майка му е химичка. Въпреки че родителите му нямат специално музикално образование, майка му свири на пиано, а баща му свири на цигулка. Скорик е изложен на музика в домакинството от ранна възраст, а негова пралеля е украинското сопрано Соломия Крушелницка.
Скорик постъпва в Лвовското музикално училище през 1945 г., но две години по-късно семейството му е депортирано в Сибир, където той израства. Семейството се завръща в Лвов едва през 1955 г.
Студентски години
Между 1955 и 1960 г. Скорик учи в Лвовската консерватория, където получава обучение по музикална композиция и музикална теория; негови учители са Станислав Людкевич и Роман Симович.
През 1960 г. Скорик се записва в следдипломна изследователска програма в Московската държавна консерватория, където учи при композитора Дмитрий Кабалевски. Той остава там четири години. През това време Скорик композира симфонична, камерна и вокална музика. Някои произведения от този период включват Сюита в ре мажор за струнни, Соната за цигулка № 1 и Партита № 1 за струнни, както и Вариации, Блус и Бурлеска.

### Преподавателска кариера
След като завършва Московската консерватория през 1964 г., Скорик, тогава 25-годишен, заема първата си преподавателска позиция, като става най-младият преподавател по композиция в Украйна в Лвовската консерватория, където остава до 1966 г.
След това приема позиция в Киевската консерватория, където се фокусира върху преподаването на съвременни техники за хармония. Дисертацията му, завършена през 1964 г., изследва музиката на руския композитор Сергей Прокофиев. Сред учениците му са композиторите Освалдас Балакаускас, Иван Карабиц и Евген Станкович. Скорик остава в Киевската консерватория до 1988 г.
През 1963 г. Скорик става най-младият член на Националния съюз на композиторите на Украйна.
През 1996 г. Скорик се премества със семейството си в Австралия и получава австралийско гражданство, но през 1999 г. се връща да живее в Украйна. През април 2011 г. Скорик е назначен за артистичен директор на Киевската опера, позиция, която заема до 2016 г.
Мирослав Скорик умира на 1 юни 2020 г.

## Музика
Скорик е композитор, пианист и диригент. Той е един от носителите на украинската национална награда „Шевченко“ през 1987 г. за своя Концерт за виолончело.
В края на ХХ век Скорик се насочва към композирането на религиозна музика като концерта Requiem (1999), Псалми за различни видове хорове (1999 – 2005) и „Литургия на св. Йоан Златоуст“ (2005).
Операта „Мойсей“ на Скорик (2001) е първата украинска опера на библейска тема, композирана от почти век. Базирана е на поема на Иван Франко от 1905 г., която разказва за усилията на Моисей да отведе своя народ в Обетованата земя в самия край на живота му; текстът прави паралели между страданията на израелците и тези на народа на Украйна под СССР. Премиерата на операта е по време на посещението на папа Йоан Павел II в Украйна през 2001 г.

## Избрани произведения
Следва непълен списък на творбите на Скорик:
- 1959 г. – „Реквием“
- 1962 г. – „Четири романса“ по стихове на Тарас Шевченко за глас и пиано
- 1964 г. – „Човек“, кантата за солисти, хор и симфоничен оркестър (на руски)
- 1970 г. – „0:0 за нас“, музикална комедия
- 1974 г. – „Три украински сватбени песни“ за глас и симфоничен оркестър
- 1977 г. – „На русалчин Великден“, опера в едно действие
- 1978 г. – „Песните на Арлекин“, детски мюзикъл
- 1998 г. – „Реквием“[10]
- 2001 г. – „Мойсеи“, опера по поема на Иван Франко[9]
- 2015 г. – „Псалм за покаяние“, в памет на протестиращите от „Небесната стотица“, които са убити от снайперисти по време на Евромайдана през февруари 2014 г.

- 1959 г. – „В Карпатите“ за пиано
- 1959 г. – три джаз произведения за пиано на четири ръце
- 1960 г. – „Пролет“, кантата по стихове на Иван Франко за солисти, хор и симфоничен оркестър
- 1960 г. – валс за симфоничен оркестър
- 1961 г. – „Сюита“ за струнен оркестър
- 1961 г. – вариации за пиано
- 1963 г. – Соната за цигулка № 1
- 1964 г. – „Бурлеска“ за пиано
- 1965 г. – „Хитсул тритпих“ от саундтрака на филма „Сенките на забравените предци“
- 1966 г. – Партита № 1 за струнен оркестър
- 1967 г. – „Каменари“, балет
- 1969 г. – Концерт за цигулка (Скорик има общо 9 концерта за цигулка)[4]
- 1970 г. – Партита № 2 for камерен оркестър
- 1972 г. – „Карпатски оркестър“ за симфоничен оркестър
- 1974 г. – Партита № 3 за струнен оркестър
- 1974 г. – Партита № 4 за симфоничен оркестър
- 1975 г. – Партита № 5 за пиано
- 1977 г. – Концерт за пиано № 1
- 1979 г. – Токата за пиано
- 1982 г. – Концерт за пиано № 2
- 1984 г. – концерт за виолончело
- 1991 г. – Соната за цигулка № 2
- 1993 г. – „1933“, симфонична поема в памет на Гладомора от 1932 г.[11]
- 1996 г. – Партита № 6 за струнен квартет
- 1998 г. – Партита № 7 за духов квартет
- 2006 г. – „Връщането на пеперудата“,балет[12]

## Награди
- Народен артист на Украйна[13]
- Герой на Украйна с орден на държавата (2008)[14]

### Цитирана литература
- Baley, Virko (2001). "Skoryk [Skorik], Myroslav Mykhaylovych". Grove Music Online (8th ed.). Oxford University Press. ISBN 978-1-56159-263-0.